# عسيلة (الطفة)

تعديل مصدري - تعديل

عسيلة هي إحدى قرى عزلة ال هياش بمديرية الطفة التابعة لمحافظة البيضاء، بلغ تعداد سكانها 118 نسمة حسب تعداد اليمن لعام 2004.